# Hylomyscus anselli
Hylomyscus anselli (Bishop, 1972) è un roditore della famiglia dei Muridi diffuso nell'Africa centro-orientale.

## Descrizione

### Dimensioni
Roditore di piccole dimensioni, con la lunghezza della testa e del corpo tra 95 e 109 mm, la lunghezza della coda tra 141 e 159 mm, la lunghezza del piede tra 20 e 22 mm, la lunghezza delle orecchie tra 19 e 21 mm e un peso fino a 35 g.

### Aspetto
Le parti dorsali sono marroni scure, mentre le parti ventrali sono bianche-grigiastre. La coda è molto più lunga della testa e del corpo. Le orecchie e gli occhi sono grandi rispetto alla testa. Il quinto dito del piede è opponibile e lungo quasi quanto gli altri. Le femmine hanno tre paia di mammelle. Gli incisivi sono ortodonti.

## Biologia

### Comportamento
È una specie arboricola e notturna. 

## Distribuzione e habitat
Questa specie è diffusa Repubblica Democratica del Congo meridionale, Zambia nord-occidentale e settentrionale, Tanzania sud-occidentale, centrale e nord-orientale.
Vive nelle foreste afro-montane tra 1.220 e 2.300 metri di altitudine.

## Conservazione
Questa specie, essendo stata riconosciuta solo recentemente, non è stata sottoposta ancora a nessun criterio di conservazione.